# آرثر سكوت بيردن
آرثر سكوت بيردن (بالإنجليزية: Arthur Scott Burden)‏ هو فارس ‏ أمريكي، ولد في 11 أغسطس 1879 في تروي في الولايات المتحدة، وتوفي في 15 يونيو 1921 بسبب ذات الرئة.